# Калдоайви
Калдоайви (фин. Kaldoaivin erämaa) — самая большая заповедная территория, расположенная в границах общин Утсйоки и Инари, Финляндия. Основана в 1991 году с другими охраняемыми зонами. Площадь 2924 квадратных километра (1129 кв. миль). Бескрайние просторы территории пересекают границу Финляндии и Норвегии. Контролируется лесной организацией Финляндии.